# 1363
1363 је била проста година.

## Смрти
- 25.10. - Војислав Војиновић, српски кнез.